# Марек Вавжинський
Марек Вавжинський (пол. Marek Wawrzyński; *1965, с. Новосільці, Сяноцький повіт, Підкарпатське воєводство) — польський поет, прозаїк, перекладач. Один з найпомітніших представників мінімалізму в польській поезії. Лауреат літературних премій.

## Життєпис
Вивчав полоністику і українознавство в Яґеллонському університеті.
Друкувався в літературних виданнях Dekada Literacka, Topos, Arcana, Metafora, Arkadia, Magazyn Literacki, Megalopolis, Kresy Literackie, Fraza (Польща), Література Плюс, Літературна Україна (Україна), Zeta (Італія).
Поетичні та прозові твори Марека Вавжинського перекладали Марко Бруно, Домініка Мусєлок, Олександр Ірванець, Віктор Мельник, Віктор Яручик, Димитр Христов, Ігор Ходжаніязов, Анджей Ковалюнас.
Марек Вавжинський перекладав поезію Маріанни Кіяновської, Василя Слапчука, Миколи Мартинюка, Віктора Мельника, Сергія Лиса. Переклади друкувалися в польських літературних журналах та виходили окремими книжками: «Tak to jest» Василя Слапчука, «Biała wrona» Сергія Лиса, «W powietrzu nad brzegiem rzeki» Олександра Клименка (Anagram, 2021).
Про творчість Марека Вавжинського писали Ізабелла Міркут, Томаш Кунз, Броніслав Май, Олег Соловей, Василь Слапчук.
Живе і працює у Кракові.

## Відзнаки
- 1996 — Лауреат літературного конкурсу «Час культури»
- 2016 — Міжнародна літературна премія ім. Миколи Гоголя «Тріумф» (за поетичну книжку «На марґінесах»)[3]
- 2017 — Премія ім. Пантелеймона Куліша (за книгу «Улісс»)[4]